# Biczurga-Baiszewo
Biczurga-Baiszewo (ros. Бичурга-Баишево) – wieś (sieło) w Rosji, w Czuwaszji, w rejonie szemurszyńskim. W 2010 liczyła 908 mieszkańców.